# زمین‌لرزه ۱۹۹۶ پاپوآ گینه نو
زمین‌لرزه پاپوآ گینه نو  در تاریخ ۲۹ آوریل ۱۹۹۶ میلادی، برابر با ‎۱۰ اردیبهشت ۱۳۷۵، ساعت ۱۴:۴۰:۴۱ به زمان یوتی‌سی در پاپوآ گینه نو رخ داد. ژرفای این زلزله ۴۸٫۹ کیلومتر بود، و بزرگی آن ۷٫۲ در مقیاس Mw اعلام شده‌است. زمین‌لرزه به وقت محلی در روز سه‌شنبه، ساعت ۰ روی داده و منطقه زمانی آن یوتی‌سی +۱۰ بوده‌است .
سازمان زمین‌شناسی آمریکا نیز رومرکز این زمین‌لرزه را در مختصات ۶°۳۱′۰۵″جنوبی ۱۵۴°۵۹′۵۶″شرقی / ۶٫۵۱۸°جنوبی ۱۵۴٫۹۹۹°شرقی و ژرفای آنرا در ۴۴ کیلومتر گزارش کرده‌است. بزرگی برگزیدهٔ این سازمان از میان بزرگیهای محاسبه‌شدهٔ مختلف ۷٫۲ در مقیاس Mw بوده و از دید اثر، در میان چهار دسته‌بندی «نامحسوس»، «محسوس»، «زیان‌آور» یا «با تلفات»، زلزله را «با تلفات» اعلام کرده‌است.چند ده ساختمان در زمین‌لرزه خراب شده‌است.
پروژهٔ «تنسور گشتاور مرکزوار» زاویه‌های (راستا، شیب، ریک) گسل سازندهٔ زمین‌لرزه و صفحه عمود بر آنرا (°۱۳۸، °۴۵، °۹۹) یا (°۳۰۵، °۴۶، °۸۱) و نوع گسل را «معکوس» فرارسانده‌است.
شمار کشتگان زلزله حدود ۱ نفر بوده‌است.